# Willcocks' honingspeurder
De Willcocks' honingspeurder (Indicator willcocksi) is een vogel uit de familie Indicatoridae (Honingspeurders). Deze vogel is genoemd naar de Britse generaal Sir James Willcocks (1857-1926).

## Verspreiding en leefgebied
Deze soort komt voor in westelijk en centraal Afrika en telt drie ondersoorten:
- I. w. ansorgei: Guinee-Bissau.
- I. w. willcocksi: van Sierra Leone tot zuidelijk Kameroen, westelijk Oeganda, Congo-Kinshasa en Gabon.
- I. w. hutsoni: centraal Nigeria, noordelijk Kameroen en zuidwestelijk Soedan.

## Status
De grootte van de populatie is niet gekwantificeerd maar de soort wordt omschreven als plaatselijk vrij algemeen. Op de Rode lijst van de IUCN heeft deze soort de status niet bedreigd.